# Ancylolomia argenteovittata
Ancylolomia argenteovittata là một loài bướm đêm trong họ Crambidae.